# Everaldo (futebolista)
Everaldo Aparecido Rogério, mais conhecido como Everaldo (Campinas, 25 de abril de 1963), é um ex-futebolista brasileiro que atuava como zagueiro.

## Carreira
Everaldo começou sua carreira no Guarani de Campinas em 1983. De 1985 a 1987 ele atuou no Avaí Futebol Clube, aonde disputou 129 partidas e anotou um gol. Ainda em 1987 Everaldo foi vendido ao Coritiba por Cz$ 6.000.000,00 e envolveu os atletas Maurício, Elísio e Netinho.

## Seleção
Everaldo disputou o Jogos Pan-Americanos de 1983 pela Seleção Brasileira, quando o Brasil ganhou a medalha de bronze. No torneio de Caracas, Venezuela ele disputou todos os três jogos contra Argentina, México e Uruguai.
No ano de 1986, enquanto atuava pelo Avaí, foi convocado para a seleção de novos para a disputa da Copa ODESUR, aonde disputou 4 jogos e marcou um gol no jogo contra o Paraguai, no empate em 1–1 no dia 25 de novembro de 1986.